# 1855 au Nouveau-Brunswick
Chronologie du Nouveau-Brunswick
- 1851
- 1852
- 1853
- 1854
- 1855
- 1856
- 1857
- 1858
- 1859

Cette page concerne des événements survenus en 1855 dans la colonie du Nouveau-Brunswick.

## Événements
- Fondation du village Lac-Baker par Firmin Soucy.
- William Smith succède à James Olive au poste du maire de Saint-Jean.

## Naissances
- 6 avril : Henry Powell, député.
- 4 octobre : Louis Mailloux, patriote acadien.